# KPI PARK
KPI PARK（ケーピーアイ・パーク）とは、、「頑張っているプレーヤーを全力で応援し続けます」のフィロソフィーのもと、KPI株式会社がプロデュースし運用するスポーツ施設である。。
2024年11月16日にはさらにピックルボールコート10面が新たにグランドオープンした。

## 概要
スポーツ用品のECサイト、テニススクール事業を行うKPI株式会社（本社：東京都渋谷区、代表：薮田恵士）は、もとはサントリー株式会社が開発し、構築した施設を活用し、2023年7月9日に、ハードコート、砂入り人工芝コート、屋内テニススクール、フットサルコートを集結させた『KPI PARK』を全面オープンする。

テニスを中心に教育やセカンドキャリアの課題の解決に取り組み、世界に羽ばたくアスリート育成を通じて、スポーツの枠を超えて親しまれる新しい街づくり、地域と世界をつなぐ架け橋になることを理念としている。

## 施設概要

### 立地
横浜新道・今井ICより車で1分、東戸塚駅から車で1.1kmの場所に位置する。周辺にサッカー場、2つのゴルフクラブに隣接する一大スポーツエリアとなっている。

### 施設一覧
- ハードコート（9面）
  - クラブハウスに隣接する9面のハードコートはUS(全米)オープンと同じサーフェスである「レイコールド」を採用している。USオープンだけでなく、マイアミオープン、ウィンストンセーラムオープン他、ツアー9大会で採用されているサーフェスで、施工から10年経過しても施工時の95-98%の衝撃吸収性能を保つとされている[1]。
- 砂入り人工芝コート（6面）
- ピックルボールコート（10面）
- インドアコート（4面）
- サッカーグラウンド / フットサルコート
- クラブハウス
- トレーニングジム
- 駐車場：150台

## 沿革
- 2023年7月9日 - KPI PARKが開業
- 2023年9月1日 - KPI ACADEMYが開校
- 2024年11月16日 - ピックルボールコート10面を新たに新設

## アクセス
- JR横須賀線、東海道線東戸塚駅から車で1.1km
- 横浜新道・今井ICから車で1分